# みなみの海をすくえ!
『それいけ!アンパンマン みなみの海をすくえ!』（それいけアンパンマン みなみのうみをすくえ）は、1990年8月26日に日本テレビ『24時間テレビ13』内で放送された東京ムービー制作のテレビアニメスペシャルである。

## 概要
2年前に同系列局で放送開始した『それいけ!アンパンマン』のスペシャル版。エコロジーをテーマにした物語で、南の海を舞台にしている。
『24時間テレビ』のアンパンマンスペシャルは本作が唯一の作品となっており、またテレビアニメスペシャルの放送自体も本作をもって打ち切られた。
普段のテレビシリーズ同様、本作はローカルセールス枠の8:00 - 9:00枠で放映されたため、一部の地方局は放送を見送り、かなり後になってから放送したことがあった。
本作の設定とキャラクターは、本作の放送から10年後に公開された劇場版第12作『それいけ!アンパンマン 人魚姫のなみだ』で手直しをした上で使われている。

## あらすじ
ある日、カモメが大きな汚れた貝を運びながらパン工場へやってきた。貝の中には、体が油で汚れた人魚のサニー姫が入っていた。サニー姫は、南の海が油で汚れてしまったために皆が困っているから助けてほしいというのである。アンパンマンたちは南の海の危機を救うため、すぐに南の海へ向かうが…。

## 登場人物

### レギュラーキャラクター
アンパンマン
声 - 戸田恵子
ばいきんまん
声 - 中尾隆聖
ジャムおじさん
声 - 増岡弘
バタコさん
声 - 佐久間レイ
めいけんチーズ
声 - 山寺宏一
しょくぱんまん
声 - 島本須美
カレーパンマン
声 - 柳沢三千代
ドキンちゃん
声 - 鶴ひろみ
どんぶりまんトリオ
サニー姫と初対面した際は全員皆無だったが、途中で彼女が人魚だと知った際は手のひら返して夢中になった。
てんどんまん
声 - 坂本千夏
カツドンマン
声 - 三ツ矢雄二
かまめしどん
声 - 山寺宏一

### ゲストキャラクター
サニー姫
声 - 冨永みーな
うずまき城に住んでいる人魚のお姫様。美しい海を守っている。真珠のイヤリングの魔法で荒れた海を元に戻すことができる。
うずまきまん
声 - 北村弘一
サニー姫の家来で、巻貝のおじいさん。持っているグルグル棒（巻貝の形をした棒）を回し、海の汚れを吸い取るのが仕事。グルグル棒を逆に回すと海は汚れてしまう。
ヌラ
声 - 玄田哲章
サニー姫の家来である巨大な海獣。海を汚れから守っている巨大な海の主。口から出す泡はアンパンマンたちの水中用のヘルメットになる。
カモメ
声 - 小野健一
油で汚れ、弱り切ったサニー姫をパン工場に連れてくる。
バナナマン
声 - 三田ゆう子
バナナ島に複数の仲間と住んでいる顔がバナナの少年。バナナの皮で悪者と戦う。
おばけいか
声 - 富田耕生
海のギャングの巨大なダイオウイカ。魚たちを食い荒らし、ヌラと対立している。利害の一致により、ばいきんまんの用心棒になるも、計画は失敗に終わる。その後はヌラの監視の下、まじめに海の掃除を行う。

### その他のキャラクター
シャボンダマン
声 - 潘恵子
油まみれになったサニー姫を綺麗にすると泡になって空の彼方へと帰っていった。その際彼は、サニー姫の身体に付着した油が「人工的だった」事を突き止めた。
とうだいまん
くじらのクータン
おそうじまん
声 - 中原茂
まいごのまいまい
声 - 千々松幸子

## 乗り物
アンパンマン号

### バイキンメカ
ゴロンゴロ
いも虫型のロボット。胴体を引きずって進行する。力が強く、体当たりと口から出す黒い油が武器。

## 用語
バナナ島
バナナの形をした南の島であり、美味しいバナナがたくさん生っている。
うずまき城
バナナ島の近海の海底にある城。城は貝やサンゴで出来ている。

## スタッフ
- 企画 - 都築忠彦、武井英彦
- 原作 - やなせたかし（フレーベル館刊）
- 脚本 - 翁妙子
- 音楽 - いずみたく
- 主題歌 - 三木たかし
- キャラクターデザイン - 山田みちしろ
- 作画監督 - 前田実
- 美術監督 - 横山幸博
- 撮影監督 - 長谷川肇
- 音響監督 - 山田悦司
- 音楽監督 - 鈴木清司
- 編集 - 鶴渕和子
- プロデューサー - 武井英彦、伊藤響、柳内一彦
- 監督・絵コンテ - 大賀俊二
- 原画 - 徳田悦郎、古市一郎、大久保修、阿部航、梶原賢二、大道博政
- 企画・制作 - 日本テレビ
- 製作 - 東京ムービー新社

## 主題歌

### オープニングテーマ
「アンパンマンのマーチ」
作詞 - やなせたかし / 作曲 - 三木たかし / 歌 - ドリーミング

### エンディングテーマ
「勇気りんりん」
作詞 - やなせたかし / 作曲 - 三木たかし / 歌 - ドリーミング

### 挿入歌
「まわれうずまき」と「うつくしい海」は基本のメロディは同じであり、曲に合わせて編曲（アレンジ）されている。
「バナナダンス」
作詞 - やなせたかし / 作曲 - いずみたく / 編曲 - 近藤浩章 / 歌 - いずみたくとそのファミリー
「いくぞ!ばいきんまん」
作詞 - やなせたかし / 作曲 - いずみたく / 編曲 - 近藤浩章 / 歌 - 中尾隆聖
「まわれうずまき」
作詞 - やなせたかし / 作曲 - いずみたく / 編曲 - 近藤浩章 / 歌 - 中尾隆聖
「うつくしい海」
作詞 - やなせたかし / 作曲 - いずみたく / 編曲 - 近藤浩章 / 歌 - 冨永みーな
この曲は、アルバム『いっしょに歌おう最新版「それいけ!アンパンマン」全曲集』（バップ）に収録されている。
「海はふるさと」
作詞 - やなせたかし / 作曲 - いずみたく / 編曲 - 近藤浩章 / 歌 - ドリーミング